# Trường Hưng (đảo Thượng Hải)
đảo Trường Hưng (giản thể: 长兴岛; phồn thể: 長興島; bính âm: Chángxīng Dǎo) là một hòn đảo phù sa nằm ở nơi Trường Giang đổ ra biển Hoa Đông tại Trung Quốc. Đảo Trường Hưng có hiện tích khoảng 88 km² và 36.000 người vào năm 2005. Về mặt hành chính, đảo Trường Hưng thuộc quyền quản lý của huyện Sùng Minh, thành phố Thượng Hải, trong đó toàn đảo tạo thành trấn Trường Hưng.

## Lịch sử
Vào thời Dân Quốc, đảo Trường Hưng bắt đầu được khai phá, đại bộ phận nhân dân trên đảo là những người di cư đến vào thời Dân Quốc cùng hậu duệ của họ. Ban đầu, cư dân trên đảo chủ yếu là ngư dân và những người thu hái lau sậy mọc hoang. Về sau, các họ tộc trên đảo đắp đê, dần hình thành nông nghiệp. Sau khi Cộng hòa Nhân dân Trung Hoa thành lập, một bộ phận ngư dân ở Phố Đông di cư đến đảo, được phân đất canh tác, những người này được người dân bản địa gọi là "tân nông dân".
Phong tục sinh hoạt, tập quán ngôn ngữ và thậm chí là cả huyết thống của cư dân trên đảo Trường Hưng về cơ bản có cùng nguồn gốc với cư dân đảo Sùng Minh và đảo Hoành Sa.

## Địa lý
Đảo Trường Hưng nổi lên trên mặt nước, thành hình sớm nhất từ năm Thuận Trị thứ 1 (1664) thời Thanh Thế Tổ. Năm Đạo Quang thứ 22 (1842) thời Thanh Tuyên Tông, trên vùng cửa sông của Trường Giang hình thành Thụy Phong Sa (nguyên danh là Sùng Bảo Sa), Phan Gia Sa, Áp Oa Sa. Đến năm Quang Tự thứ 6 (1880) thời Thanh Đức Tông, hình thành Thạch Đầu Sa và Viên Viên Sa. Năm 1927 thì hình thành Kim Đới Sa. Năm Đạo Quang thứ 24 (1844), Áp Oa Sa bắt đầu được cải tạo thành đồng ruộng.
Đến những năm 1960-1970, sáu bãi này đã hợp thành một nhờ vào việc đắp đê, tạo nên đảo Trường Hưng ngày nay. Đảo Trường Hưng có kinh tế chủ yếu dựa vào nông nghiệp. Năm 2008, Tổng công ty Đóng tàu Nhà nước Trung Quốc (China State Shipbuilding Corporation) quyết định sẽ di dời bốn xí nghiệp ra đảo Trường Hưng, đảo Trường Hưng vì thế có hy vọng trở thành cơ sở đóng tàu lớn nhất Trung Quốc. Năm 2007, đảo Trường Hưng được các phương tiện truyền thông nhà nước tuyên truyền rằng sẽ là "đảo công nghiệp thiết bị hải dương".

## Giao thông
Đảo Trường Hưng có tuyến đường cao tốc Hỗ-Thiểm (沪陕高速公路) chạy qua. Cầu Trường Giang Thượng Hải kết nối đảo Sùng Minh với đảo Trường Hưng, còn hầm đường bộ Trường Giang Thượng Hải kết nối đảo Trường Hưng với Phố Đông, tổ hợp cầu-đường hầm này mở cửa từ năm 2009.